# Джабаль аль-Нур
 Джабаль ан-Нур  (араб. جَبَل ٱلنُّوْر‎ — «Гора Света» или «Холм озарения») — гора в окрестности мечети аль-Харам в Мекке, Саудовская Аравия. На поверхности горы находится грот или пещера Хира (араб. حراء‎ — драгоценности), которая имеет историческое значение для мусульман, поскольку, в приводимых хадисах пророк Мухаммед провёл в этой пещере 40 дней перед ниспосланием Корана. Это одна из самых популярных туристических достопримечательностей Мекки. Высота самой горы едва достигает 640 м (2100 футов); тем не менее, для совершения напряжённого похода к пещере требуется от одного до двух часов. К вершине ведут 1750 ступеней, которые даже для физически подготовленного человека могут занять от получаса до полутора часов.

## Этимология
По причине получения в этой пещере пророком Мухаммедом первых откровений Корана, её прозвали «Джабаль ан-Нур» (араб. جَبَل ٱلنُّوْر‎) ― Гора света или Гора Просвещения.

## Форма рельефа
Одной из физических особенностей, которая отличает Джабаль ан-Нур от других гор и возвышенностей, является его необычная вершина, которая создает впечатление, что две горы находятся друг на друге. Вершина этой горы в гористой пустыне является одним из самых уединённых мест. Однако пещера, обращённая в сторону Каабы, ещё более изолирована. Прежде, стоя во внутреннем дворе собственного дома, люди могли смотреть только поверх окружающих скал. В наши дни люди могут видеть окружающие скалы, а также здания, которые находятся на сотни метров ниже и на расстоянии от сотен метров до многих километров. В Хире нет ни воды, ни растительности, кроме нескольких колючек. Хира выше горы Табир (араб. ثَبِيْر‎), и увенчана крутой и скользкой вершиной, на которую пророк Мухаммед однажды взобрался с несколькими спутниками.

## Геология
Гора сложена интрузивными магматическими породами, преимущественно крупнозернистым роговым докембрийского тоналитом, с подчиненным гранодиоритом.

## Пещера Хира

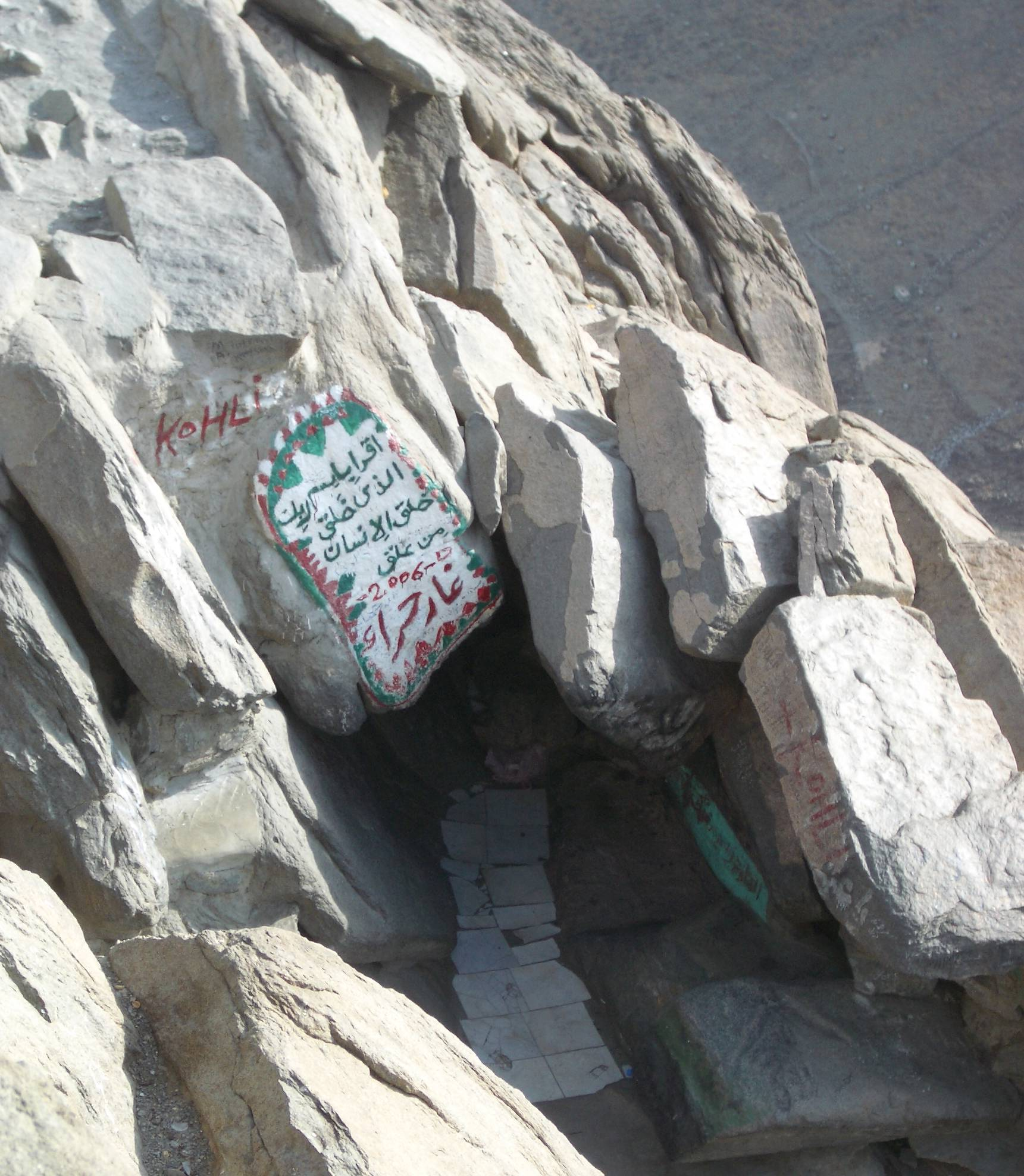
Пещера Хира. Место уединение пророка, и место его первого откровения в виде Корана. На снимке изображен вход в пещеру

Пещера Хира имела второстепенное значение до принятия людьми ислама, её название происходит от хира (араб. حراء‎) — драгоценности. Чтобы добраться до неё, нужно пройти 1750 шагов, её длина составляет около 3,7 м., а ширина - 1,60 м.
Расположена на высоте 270 метров. Во время хаджа  около пяти тысяч паломников ежедневно поднимаются к пещере, чтобы увидеть место, где пророк Мухаммед получил первое откровение Корана в Ляйлятуль-Кадр (араб. سَلَام‎ — ночь предопределения) от ангела Джибриля (Гавриила).
Большинство мусульман не считают посещение пещеры неотъемлемой частью хаджа. Тем не менее, многие посещают её по причинам личного удовольствия и духовности, и хотя некоторые считают её местом поклонения, эта точка зрения противоречит салафитским интерпретациям понимания сунны. Хотя пещера играет важную роль в биографии пророка Мухаммеда, она не считается такой же священной, как другие места в Мекке и Медине, а также в Иерусалиме, такие как мечеть Аль-Харам, Масджид ан-Набави или Аль-Акса, и поэтому, согласно большому количеству исламский учёных, за молитву здесь получают ту же награду, что и в любом другом месте в Мекке.
До первого откровения, Мухаммеду снились трансцендентные сны, в которых были признаки того, что его пророчество началось и что даже камни в Мекке будут приветствовать его салямом (араб. سَلَام‎ — мир). Эти сны длились шесть месяцев.
Растущая потребность в уединении побудила пророка Мухаммеда искать уединения на скалистых холмах, окружающих Мекку. Он удалялся в пещеру на один месяц каждый год, занимаясь уединением.  Он брал провизию и кормил бедняков, которые приходили к нему. Прежде чем вернуться домой к своей семье за новыми припасами, он семь раз обходил Каабу.

## Галерея

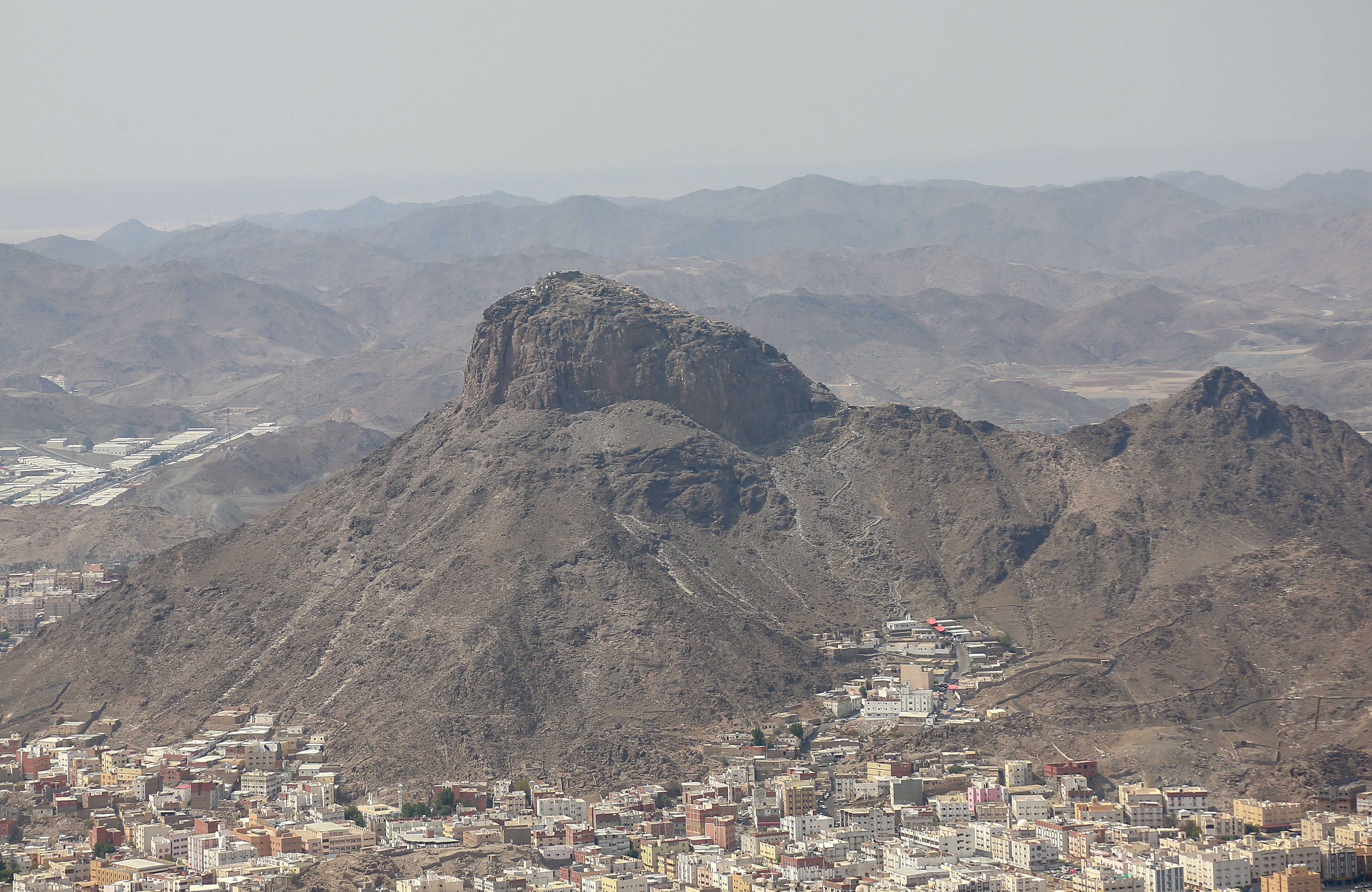
Обзор Джабаль ан-Нура
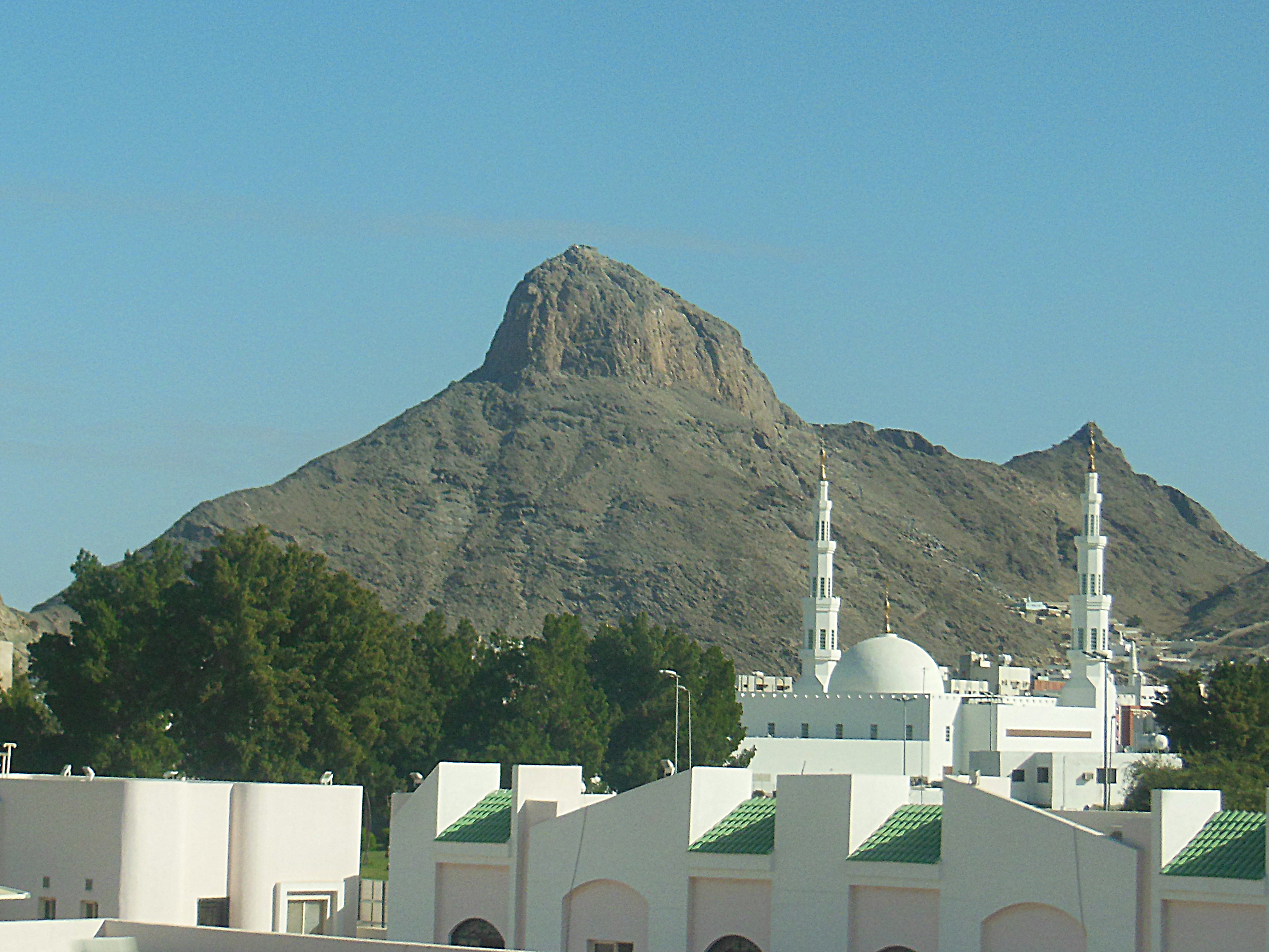
Другой ракурс на Джабаль ан-Нур
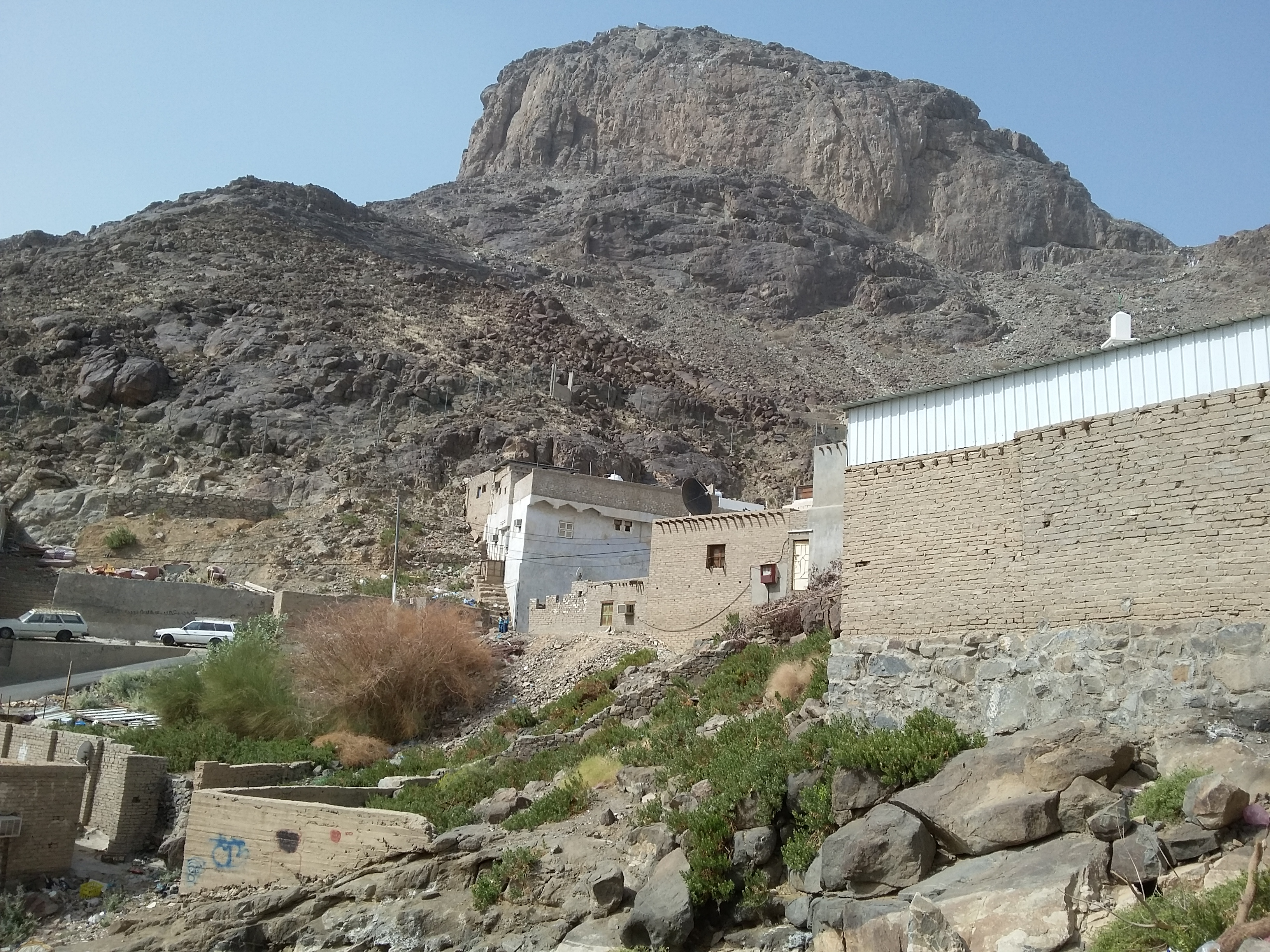
Джабаль ан-Нур
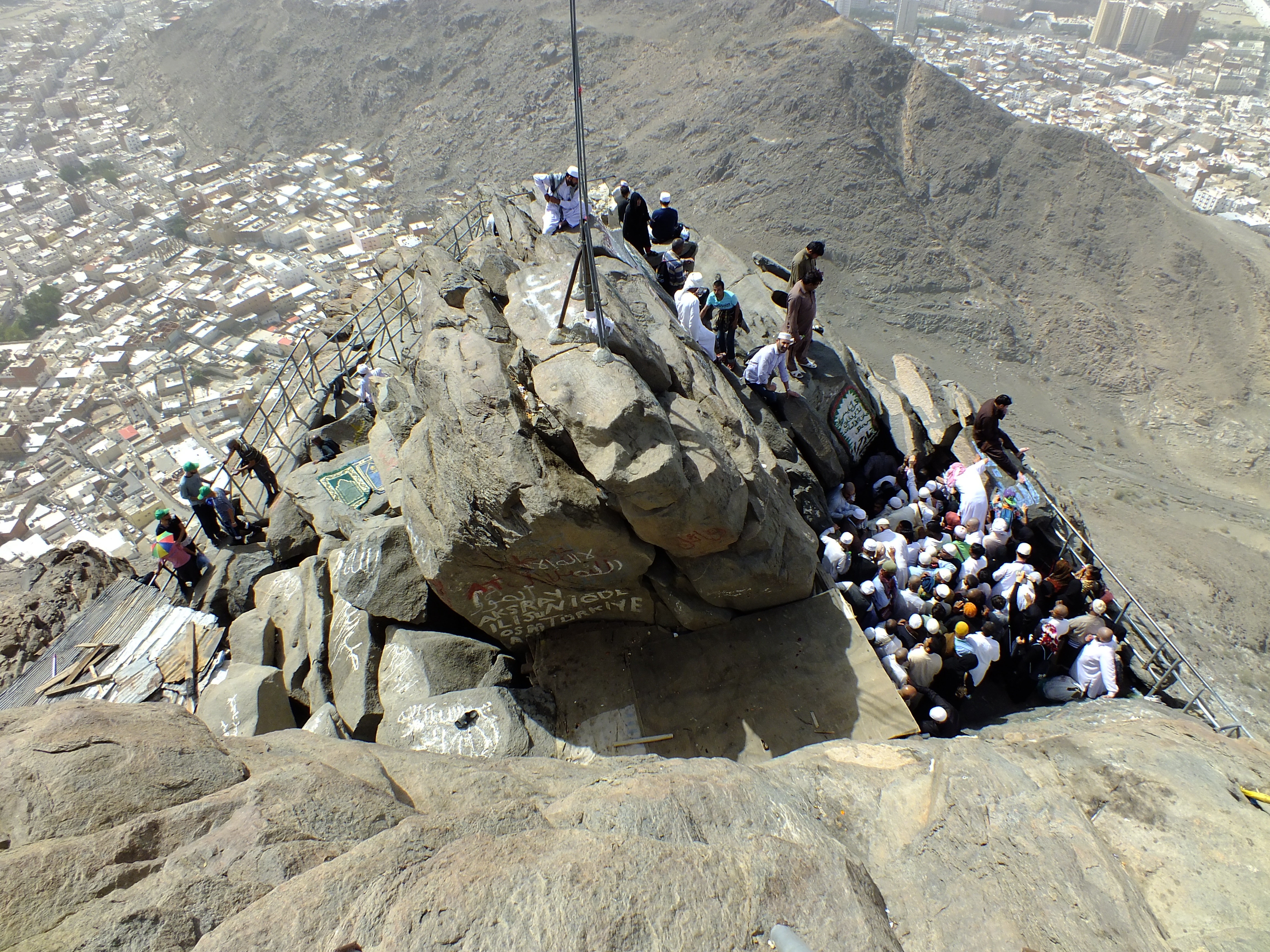
Пещера Хира
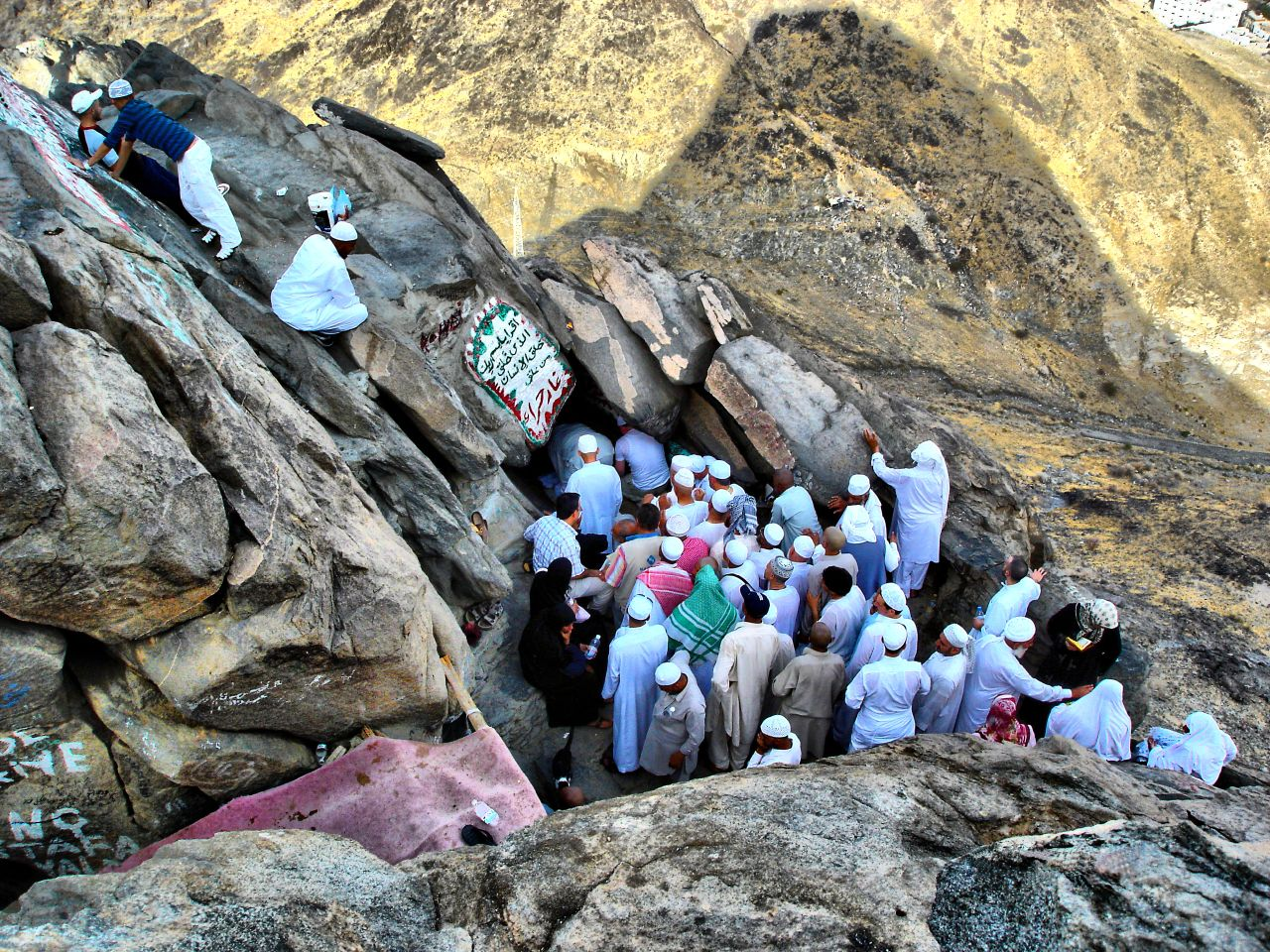
Люди, входящие в пещеру Хира